# Boa Saúde
Boa Saúde (voorheen Januário Cicco) is een gemeente in de Braziliaanse deelstaat Rio Grande do Norte. De gemeente telt 8.629 inwoners (schatting 2009).

## Aangrenzende gemeenten
De gemeente grenst aan Bom Jesus, Lagoa de Pedras, Lagoa Salgada, Macaíba, Monte Alegre, São José do Campestre, Senador Elói de Souza, Serra Caiada, Serrinha, Tangará en Vera Cruz.